# Anopheles gambiae
Anopheles gambiae é um mosquito pertencente ao género Anopheles, sendo de origem africana. Hospedeiro e transmissor da malária, sendo principal vetor da malária na África, o adulto tem como habito de viver dentro das habitações humanas e ter como vitima principal o homem, sua larva se cria em poças rasas de águas limpas
no solo que sejam pobres em vegetação e expostas ao sol, mas podem ser encontradas em cacimbas e poços rasos.

## NoBrasil
Foi introduzido no nordeste brasileiro possivelmente em 1930 vindo em barcos provenientes da costa africana, durante 1938 até 1939 foi o principal vetor de uma das maiores epidemias de malária registradas no Brasil, foi erradicado do país em 1940.

## Referência bibliográfica
- Consoli RAGB, Lourenço-de-Oliveira R. (1994). "Principais mosquitos de importância sanitária no Brasil" (PDF)  . Editora Fundação Instituto Oswaldo Cruz, Rio de Janeiro, Brasil.